# فوکینا میزونو
فوکینا میزونو (انگلیسی: Fukina Mizuno؛ زادهٔ ۳۱ ژانویهٔ ۲۰۰۱) بازیکن فوتبال اهل ژاپن است.